# Sebastian Engert
Sebastian Engert (* 9. Oktober 1774 in Johannisberg; † 25. September 1830 in Hadamar) war nassauischer Beamter und Amtmann.
Sebastian Engert, der katholischer Konfession war, war der Sohn des Ökonomen des Klosters Johannisberg Johann Michael Engert.
Sebastian Engert besuchte 1826 bis 1828 das Gymnasium Tauberbischofsheim und studierte dann Rechtswissenschaften in Würzburg. 1796 wurde er Rechtspraktikant beim fürstlich-löwensteinischen Amt auf dem Breuberg (Odenwald). 1804 wurde er Amtssekretär und 1813 Landesoberschulheiß im Höchst und 1816 in Montabaur. 1821 wurde er als Nachfolger von Georg Forst Amtmann in Wehen, 1826 bis zum Tode war er Landrat in Hadamar.